# Nord- und Ostdeutsche Forschungsgemeinschaft
Die Nord- und Ostdeutsche Forschungsgemeinschaft (NOFG) war die tragende Institution der Ostforschung. Sie wurde 1933 gegründet (zunächst unter dem Namen Nordostdeutsche Forschungsgemeinschaft) und war eine Teilorganisation der Volksdeutschen Forschungsgemeinschaften (VFG). Diese stützte sich vor allem auf drei regionale Institute, die jeweils auf einen Abschnitt des „Grenzraumes“ spezialisiert waren.

## Geschichte
Die NOFG war die größte unter den „VFG“, die um 1930 mit der Aufgabe entstanden, die landes-, volksgeschichtlichen und volkskundlichen Fragen in den deutschen Grenzlanden zu erforschen und die Vertreter der an dieser damals aufblühenden Forschung beteiligten Fächer mit Vertretern der betreffenden Volksgruppen und der zuständigen Reichsbehörden zusammenzuführen. Die Forschungsgemeinschaft entstand unmittelbar nach der Machtergreifung der Nationalsozialisten, in der Aufbauphase der Forschungskapazitäten auf dem Feld der Ostforschung. Sie war durch nationalkonservative und völkische Geschichts- und Politikvorstellungen geprägt. Ihr Leiter war Albert Brackmann (1871–1952), Mediävist und Generaldirektor der preußischen Staatsarchive. Ziel der Forschungsgemeinschaft war die „wissenschaftlich[e] ,Abwehr‘ der polnischen Gebietsansprüche“, und die wissenschaftliche Fundierung deutscher Politikkonzeptionen im Osten. Hierzu übersetzte sie polnische Fachliteratur sowie Karten und Statistiken zu den Bevölkerungsverhältnissen in Ostmitteleuropa und erstellte eigene Studien und Denkschriften.